# آلفا ماهی
آلفا ماهی یک ستاره است که در صورت فلکی ماهی قرار دارد.